# Héctor Icazuriaga
Héctor Icazuriaga (Chivilcoy, Buenos Aires; 9 de enero de 1955) es un político argentino, que fue gobernador de la provincia de Santa Cruz en el año 2003, y posteriormente titular de la Secretaría de Inteligencia (SI) de la República Argentina.

## Carrera
Nació en Chivilcoy, en la provincia de Buenos Aires, hijo de inmigrantes vascos. Estudió en la Universidad de Buenos Aires, de donde egresó como abogado.
Como vicepresidente primero de la Cámara Baja de Santa Cruz, quedó primero en la línea de sucesión provincial, ya que el vicegobernador de la provincia, Sergio Acevedo, abandonó su cargo luego de haber sido electo en el año 2001 como diputado Nacional por Santa Cruz. Asumió como Gobernador de Santa Cruz en mayo de 2003, a raíz de la renuncia de Néstor Kirchner que asumió la presidencia de la Nación. En diciembre de ese año entregó el poder a Sergio Acevedo.

## Vida personal
Está actualmente casado y tiene dos hijos.